# پنج شب با فردی (بازی ویدئویی)
پنج شب با فردی (به انگلیسی: Five Nights at Freddy's) یک بازی ویدیویی مستقل در ژانر ترس و بقا است که در سال ۲۰۱۴ توسط اسکات کاتن ساخته و منتشر شد. این بازی در یک پیتزافروشی خانوادگی خیالی به نام پیتزای فردی فزبر اتفاق می‌افتد، جایی که بازیکن نقش یک نگهبان امنیتی را بر عهده می‌گیرد که باید از خود در برابر انیماترونیک‌های رستوران که در شب متحرک و وحشی می‌شوند دفاع کند.
کاتن پس از مواجه شدن با انتقاد فراوان از بازی قبلی خود، "شرکت چیپر و پسران لامبر"، به دلیل شخصیت‌های ترسناک ناخواسته آن که حرکاتی شبیه به انیماترونیک داشتند، ایده این بازی را تصور کرد. پنج شب با فردی که در مدت شش ماه با استفاده از موتور بازی کلیک‌تیم ساخته شد و سپس در اوت ۲۰۱۴ برای رایانه‌های شخصی در دسورا و استیم منتشر شد. این بازی بعداً برای آی‌اواس، اندروید، ویندوز فون، نینتندو سوئیچ، پلی‌استیشن ۴ و اکس‌باکس وان در دسترس قرار گرفت.
پس از انتشار، بازی به طور کلی نقدهای مثبتی از سوی منتقدان دریافت کرد و به دلیل اصالت، سادگی و فضای آن تحسین شد و به سرعت طرفدارانی را به دست آورد. این بازی پرفروش‌ترین بازی دسورا برای هفته منتهی به ۲۷ مرداد ۱۳۹۳ بود و موضوع بسیاری از ویدیوهای محبوب یوتیوب، (لتس‌پلی) شد. موفقیت بازی منجر به راه اندازی یک فرنچایز رسانه‌ای، شامل چندین دنباله، اسپین‌آف، کتاب و کالا و حتی یک اقتباس سینمایی شد. محبوبیت این بازی همچنین باعث شده است که آن را دستخوش تقلیدها و بازی‌های متعددی نیز کند.

## توسعه و انتشار
اسکات کاتن پس از دریافت نقدهای منفی نسبت به بازی قبلی خود، بازی ساخت و ساز و مدیریتی شرکت چیپر و پسران لامبر که بازیکنان اظهار داشتند که شخصیت‌های بازی از نظر ظاهری آزاردهنده و شبیه به انیماترونیک هستند و یک منتقد به نام جیم استرلینگ، آن را "ناخواسته وحشتناک" نامید، اگرچه در ابتدا از این استقبال ضعیف دلسرد شد، اما کاتن که قبلاً عمدتاً بازی‌های مسیحی محور را توسعه داده بود، در نهایت از آن برای الهام بخشیدن به خود برای ساختن چیزی عمداً ترسناک‌تر یعنی پنج شب با فردی استفاده کرد. کاتن بازی را در شش ماه با استفاده از موتور بازی کلیک‌تیم توسعه داد و از اتودسک تری‌دی‌اس مکس برای مدل‌سازی گرافیک سه بعدی استفاده کرد.
پنج شب با فردی برای اولین بار از طریق دسورا در ۱۷ مرداد ۱۳۹۳ برای رایانه شخصی منتشر شد. در ۲۷ مرداد، از طریق استیم نیز منتشر شد. یک نسخه برای اندروید در ۳ شهریور در فروشگاه گوگل پلی منتشر شد، و در ۲۰ شهریور، یک نسخه آی‌اواس در اپ استور منتشر شد. نسخه ویندوز فون در ۱۴ آذر منتشر شد، و در سال ۲۰۱۹، نسخه‌هابب برای نینتندو سوئیچ، پلی‌استیشن ۴ و اکس‌باکس وان منتشر شد.

## نقد و نظرات
| گردآورنده | امتیاز     |
| --------- | ---------- |
| متاکریتیک | PC: 78/100 |

| ناشر                     | امتیاز     |
| ------------------------ | ---------- |
| گیم رولیشن               | PC: 9/10   |
| گیم‌اسپات                 | PC: 8/10   |
| گیم‌زبو                   | MOB:       |
| نینتندو لایف             | NS:        |
| پی‌سی گیمر (ایالات متحده) | PC: 80/100 |
| TouchArcade              | MOB:       |

با توجه به وب سایت متاکریتیک، پنج شب با فردی، نقدهای به طور کلی نظرات مطلوبی دریافت کرد و به نسخه ویندوز امتیاز ۷۸ از ۱۰۰ را اختصاص داد. مجله ایندی گیم، این بازی را به دلیل برداشت ساده‌اش از ژانر ترسناک، تحسین کرد و این بازی را «نمونه‌ای خارق العاده از اینکه چگونه می‌توان از هوشمندی در طراحی و ظرافت برای ایجاد یک تجربه وحشتناک استفاده کرد» ستایش کرد. آنها اشاره کردند که جهت هنری و مکانیک گیم پلی آن به احساس «تنش وحشیانه» کمک می کند، اما از آن انتقاد کردند که زمان زیادی برای بارگذاری در هنگام راه اندازی طول می کشد.
عمری پتیته برای پی‌سی گیمر امتیاز ۸۰ از ۱۰۰ را به پنج شب با فردی داد و اظهار داشت که این بازی رویکردی «کمتر از بیشتر» در طراحی خود دارد و فضای کلی را به دلیل تأکید بر ترس و تعلیق یک نزدیک شدن تحسین می کند. تهدید، به جای رسیدن خود تهدید مانند سایر بازی‌های ترسناک. با این حال، گیم پلی بازی به دلیل تکراری شدن زمانی که بازیکن بر آن مسلط شد مورد انتقاد قرار گرفت، و خاطرنشان کرد که بازیکنان «غیر از مدیریت عمر باتری و زمان بندی دقیق بسته شدن درها انتظار بیشتری ندارند.»  رایان بیتس از گیم‌رولوشن به بازی امتیاز ۹ از ۱۰ را داد. به دلیل ارائه مینیمالیستی بازی (مخصوصاً طراحی صوتی و فقدان موسیقی) و کمک به وحشت بازی، همراه با گیم پلی تکراری آن که «به سطوح تقریباً اوسی‌دی می رسد و بر محیط پرتنش می افزاید.» او عقیده داشت که بازی «ترسناک درست انجام شده» بود، اما احساس کرد که خیلی کوتاه است. شائون موسگرو از تاچ‌آرکد امتیاز ۳.۵ از ۶ را داد و به اتکای بازی به اتمسفر برای ایجاد ترس اشاره کرد و اظهار داشت که «اگر جو به دست شما نرسد، تنها چیزی که باقی می‌ماند یک بازی بسیار ساده از نور قرمز-سبز است.» جفری ماتولف از یوروگیمر بازی را «به طرز شگفت انگیزی خلاقانه» نامید و حیوانات انیماترونیک موجود در بازی را با فرشتگان گریان به دلیل توانایی آنها در حرکت تنها زمانی که مشاهده نمی‌شوند مقایسه کرد.

## پس از انتشار
پس از انتشار، پنج شب با فردی بسیار محبوب شد و طرفداران زیادی به دست آورد. این بازی پرفروش ترین بازی دسورا برای هفته منتهی به ۲۷ مرداد ۱۳۹۳ بود، و به دلیل گنجاندن آن در چندین ویدیوی محبوب "لتس‌پلی" که در یوتیوب آپلود شده بودند، تا حد زیادی محبوبیت پیدا کرد. این موفقیت منجر به توسعه سری بازی‌های ویدیویی پنج شب با فردی و مجموعه رسانه‌ای شد که با انتشار پنج شب با فردی ۲ در نوامبر ۲۰۱۴ آغاز شد. به غیر از بازی‌های ویدئویی، این فرنچایز به چندین اثر مکتوب گسترش یافته است. اولین مورد از این‌ها، پنج شب با فردی: چشمان نقره‌ای، در سال ۲۰۱۵ منتشر شد. در سال ۲۰۱۷، بلوم‌هاوس پروداکشنز حقوق ساخت یک اقتباس سینمایی از بازی را به دست آورد، و قرار است در سال ۲۰۲۳ منتشر شود. این بازی همچنین در معرض تقلیدها و بازی‌های متعددی قرار گرفته است؛ و همچنین کالاهایی توسط شرکت‌هایی مانند فانکو و مک‌فارلین تویز تولید شده است.